# Google Cardboard
Das Google Cardboard ist eine Halterung aus Karton, welche aus einigen Smartphones eine Virtual-Reality-Brille macht.

## Aufbau
Die Konstruktion besteht neben dem Karton aus zwei Sammellinsen und einem Druckschalter. Dieser bestand in der ersten Version von 2014 aus zwei Magneten, die durch Einwirken auf den Magnetsensor des Smartphones als Betätigungsknopf dienen; in der zweiten Version von 2015 einem Schalter mit konduktivem Bezug.
Der Deckel wird mit einem Klettverschluss geschlossen. Wenn man nun auf dem Smartphone eine App mit der Unterstützung einer stereoskopischen Ansicht öffnet, wird durch die VR-Brille aus den zwei einzelnen Bildern ein 3D-Bild. Durch die Sensoren im Smartphone kann man sich in dieser 3D-VR-Welt auch umsehen, die Drehung des Kopfes wird zur App übertragen.
Die VR-Brille wurde von Google entworfen und 2014 auf der Google I/O vorgestellt. Google stellt selbst keine Brillen her, hat aber eine Anleitung für Hersteller entwickelt sowie eine Anleitung mit den benötigten Einzelteilen, um sich selber eine VR-Brille zu basteln. Weltweit stellen diverse Anbieter qualitativ gute Google Cardboards her. 2016 werden mehrere Modelle unter 10 Euro angeboten.
Google Cardboard hat dazu beigetragen, dass Entwickler ihre ersten Schritte gewagt haben, um VR-Anwendungen zu entwickeln. Google stellt ein SDK für Android und Unity zur Verfügung, um die Entwicklung der Apps zu erleichtern. Einige mobile Webbrowser unterstützen inzwischen WebVR, sodass eine Programmierung auch in JavaScript möglich ist.
Unternehmen haben zudem mit Marketing-Kampagnen die Verbreitung von Google Cardboards vorangetrieben. Dazu gehören unter anderen die New York Times, die an ihre Abonnenten 1 Million Cardboards verschickt hat. Auf diese Weise sind bis Juli 2016 rund 16 Millionen Google Cardboards in den Umlauf gekommen. Daraus ist eine ganze Industrie entstanden, die individuell bedruckte Google Cardboards anbietet und vertreibt.
Weitere Unternehmen haben VR-Apps für Google Cardboard entwickelt wie z. B. Volvo, HELLER oder Mammut.

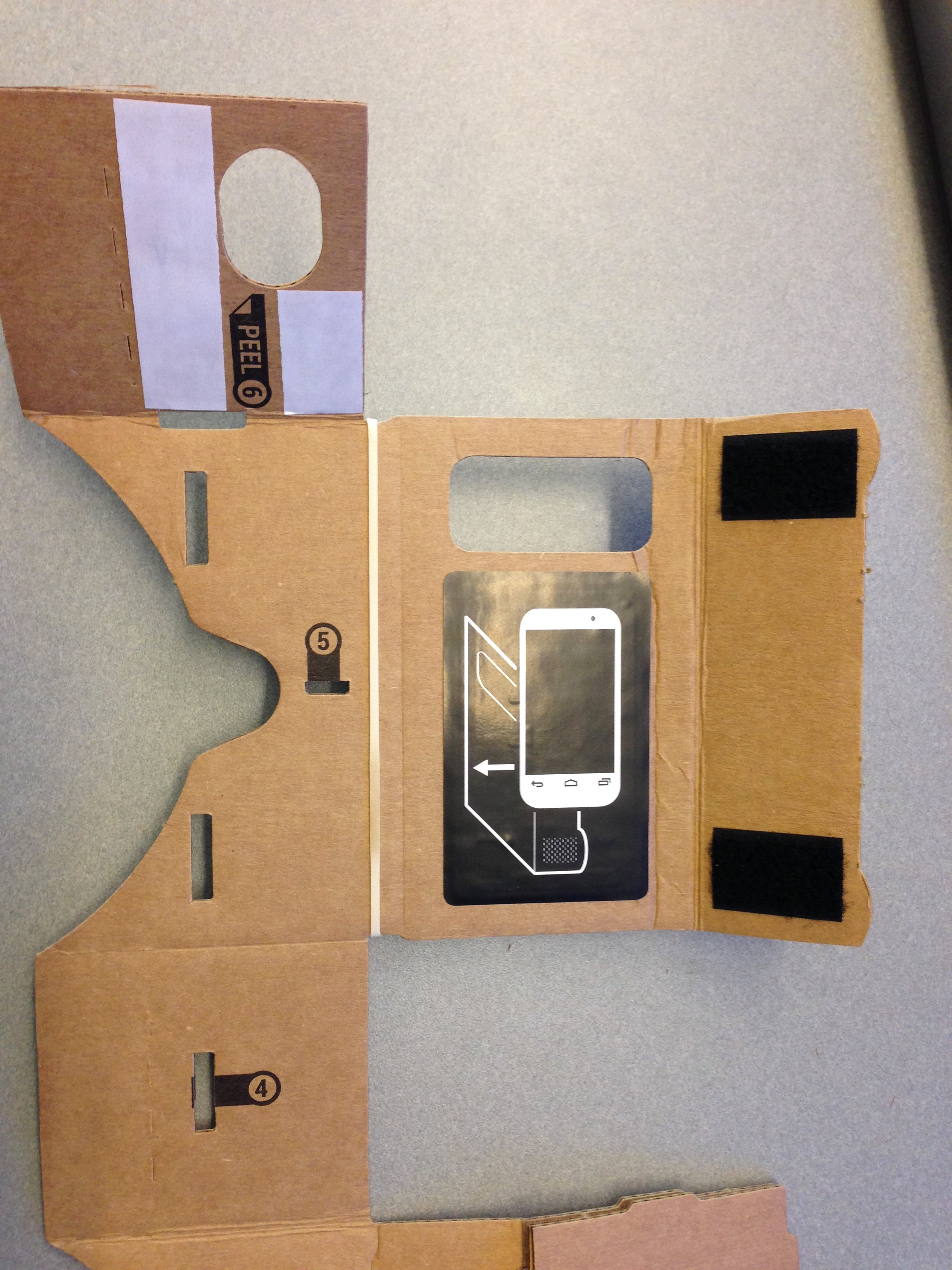
Cardboard-Bausatz